# Sabine Appelmans
Sabine Appelmans (Aalst, 22 april 1972) is een voormalig tennisspeelster uit België.

## Biografie
Appelmans werd geboren in Aalst en woont in Asse. Zij begon haar professionele tenniscarrière in 1989 en stopte eind januari 2001. In de periode 1988–1999 speelde Appelmans in het Belgische Fed Cup-team – zij behaalde daar een winst/verlies-balans van 32–22. In 1997 won zij, samen met Nancy Feber en Els Callens, de kwartfinale van Wereldgroep I – zij versloegen de Spaanse dames met 5–0, onder meer doordat Appelmans Arantxa Sánchez Vicario klopte; in de halve finale moest het Belgisch team het afleggen tegen Frankrijk.
Appelmans nam drie keer deel aan de Olympische Spelen (in 1992, 1996 en 2000) – op de spelen van 1992 in Barcelona bereikte zij de kwartfinale in het enkelspel. Haar beste resultaat op de grandslamtoernooien is het bereiken van de kwartfinale, op het Australian Open 1997, door de als derde geplaatste Conchita Martínez te verslaan. Haar hoogste notering op de WTA-ranglijst is de zestiende plaats, die zij bereikte in november 1997. In het dubbelspel bereikte zij, samen met Miriam Oremans de halve finale op Wimbledon 1997.
In 1990 en 1991 werd Appelmans verkozen tot sportvrouw van het jaar in België.
Na haar tenniscarrière deed Appelmans vanaf 5 maart 2001 een gooi naar het beroep van tv-omroepster, maar dit werd geen succes. Momenteel is Appelmans actief als tenniscommentator bij de Vlaamse Radio en Televisie (VRT), en zij treedt geregeld op in amusementsprogramma's. Van 2006 tot 2011 was zij coach van het Belgische Fed Cup-team. Sinds 2016 werkt Appelmans als tenniscommentator voor tv-zender Eurosport.
Sinds 13 september 1997 is Appelmans getrouwd. Zij heeft twee zonen.
Sinds 2020 is Sabine ambassadeur voor Weight Watchers.

## Posities op deWTA-ranglijst
Positie per einde seizoen:
| jaar | rang enkelspel | rang dubbelspel |
| ---- | -------------- | --------------- |
| 1987 | 283            | –               |
| 1988 | 213            | 485             |
| 1989 | 144            | 437             |
| 1990 | 22             | 133             |
| 1991 | 18             | 39              |
| 1992 | 26             | 38              |
| 1993 | 36             | 121             |
| 1994 | 27             | 59              |
| 1995 | 31             | 58              |
| 1996 | 21             | 39              |
| 1997 | 16             | 28              |
| 1998 | 49             | 38              |
| 1999 | 30             | 97              |
| 2000 | 50             | 78              |

## Palmares
| Legenda                |
| ---------------------- |
| Grandslamtoernooi      |
| Olympische Spelen      |
| Year-End Championships |
| Tier I                 |
| Tier II                |
| Tier III               |
| Tier IV & V            |

### WTA-finaleplaatsen enkelspel
| nr.              | finale     | toernooi          | ondergrond    | tegenstandster       | score         |         |
| ---------------- | ---------- | ----------------- | ------------- | -------------------- | ------------- | ------- |
| gewonnen finales |            |                   |               |                      |               |         |
| 1.               | 1991-11-03 | WTA Scottsdale    | hardcourt     | Chanda Rubin         | 7-5, 6-1      | details |
| 2.               | 1991-11-10 | WTA Nashville     | hardcourt (i) | Katrina Adams        | 6-2, 6-4      | details |
| 3.               | 1992-04-19 | WTA Pattaya       | hardcourt     | Andrea Strnadová     | 7-5, 3-6, 7-5 | details |
| 4.               | 1994-02-13 | WTA Linz          | tapijt (i)    | Meike Babel          | 6-1, 4-6, 7-6 | details |
| 5.               | 1994-04-17 | WTA Pattaya       | hardcourt     | Patty Fendick        | 6-7, 7-6, 6-2 | details |
| 6.               | 1995-04-30 | WTA Zagreb        | gravel        | Silke Meier          | 6-4, 6-3      | details |
| 7.               | 1996-03-03 | WTA Linz          | tapijt (i)    | Julie Halard-Decugis | 6-2, 6-4      | details |
| verloren finales |            |                   |               |                      |               |         |
| 1.               | 1990-02-04 | WTA Auckland      | hardcourt     | Leila Meschi         | 1-6, 0-6      | details |
| 2.               | 1991-04-14 | WTA Japan (Tokio) | hardcourt     | Lori McNeil          | 6-2, 2-6, 1-6 | details |
| 3.               | 1992-04-12 | WTA Japan (Tokio) | hardcourt     | Kimiko Date          | 5-7, 6-3, 3-6 | details |
| 4.               | 1993-10-24 | WTA Boedapest     | tapijt (i)    | Zina Garrison        | 5-7, 2-6      | details |
| 5.               | 1997-04-27 | WTA Boedapest     | gravel        | Amanda Coetzer       | 1-6, 3-6      | details |

### WTA-finaleplaatsen vrouwendubbelspel
| nr.              | finale     | toernooi        | ondergrond | partner           | tegenstandsters                          | score         |         |
| ---------------- | ---------- | --------------- | ---------- | ----------------- | ---------------------------------------- | ------------- | ------- |
| gewonnen finales |            |                 |            |                   |                                          |               |         |
| 1.               | 1994-02-20 | WTA Parijs      | tapijt (i) | Laurence Courtois | Mary Pierce Andrea Temesvári             | 6-4, 6-4      | details |
| 2.               | 1998-02-15 | WTA Parijs      | tapijt (i) | Miriam Oremans    | Anna Koernikova Larisa Neiland           | 1-6, 6-3, 7-6 | details |
| 3.               | 1998-06-20 | WTA Rosmalen    | gras       | Miriam Oremans    | Cătălina Cristea Eva Melicharová         | 6-7, 7-6, 7-6 | details |
| 4.               | 2000-05-21 | WTA Antwerpen   | gravel     | Kim Clijsters     | Jennifer Hopkins Petra Rampre            | 6-1, 6-1      | details |
| verloren finales |            |                 |            |                   |                                          |               |         |
| 1.               | 1991-02-10 | WTA Oslo        | tapijt (i) | Raffaella Reggi   | Claudia Kohde-Kilsch Silke Meier         | 6-3, 2-6, 4-6 | details |
| 2.               | 1991-10-06 | WTA Milaan      | tapijt (i) | Raffaella Reggi   | Sandy Collins Lori McNeil                | 6-7, 3-6      | details |
| 3.               | 1991-10-27 | WTA San Juan    | hardcourt  | Camille Benjamin  | Rika Hiraki Florencia Labat              | 3-6, 3-6      | details |
| 4.               | 1992-02-09 | WTA Essen       | tapijt (i) | Claudia Porwik    | Katerina Maleeva Barbara Rittner         | 5-7, 3-6      | details |
| 5.               | 1992-02-23 | WTA Cesena      | tapijt (i) | Raffaella Reggi   | Catherine Suire Catherine Tanvier        | forfait       | details |
| 6.               | 1995-05-28 | WTA Straatsburg | gravel     | Miriam Oremans    | Lindsay Davenport Mary Joe Fernandez     | 2-6, 3-6      | details |
| 7.               | 1996-05-25 | WTA Madrid      | gravel     | Miriam Oremans    | Jana Novotná Arantxa Sánchez Vicario     | 6-7, 2-6      | details |
| 8.               | 1996-10-06 | WTA Leipzig     | tapijt (i) | Miriam Oremans    | Kristie Boogert Nathalie Tauziat         | 4-6, 4-6      | details |
| 9.               | 1997-03-29 | WTA Miami       | hardcourt  | Miriam Oremans    | Arantxa Sánchez Vicario Natallja Zverava | 2-6, 3-6      | details |
| 10.              | 2000-01-08 | WTA Gold Coast  | hardcourt  | Rita Grande       | Julie Halard-Decugis Anna Koernikova     | 3-6, 0-6      | details |

## Resultaten grandslamtoernooien
| Legenda | Legenda                          |
| ------- | -------------------------------- |
| g.t.    | geen toernooi gehouden           |
| l.c.    | lagere categorie                 |
| –       | niet deelgenomen                 |
| G       | uitgeschakeld in de groepsfase   |
| 1R      | uitgeschakeld in de eerste ronde |
| 2R      | uitgeschakeld in de tweede ronde |
| 3R      | uitgeschakeld in de derde ronde  |
| 4R      | uitgeschakeld in de vierde ronde |
| KF      | uitgeschakeld in de kwartfinale  |
| HF      | uitgeschakeld in de halve finale |
| F       | de finale verloren               |
| W       | het toernooi gewonnen            |
| w-v     | winst/verlies-balans             |

### Enkelspel
| Toernooi        | 1988 |    | 1990 | 1991 | 1992 | 1993 | 1994 | 1995 | 1996 | 1997 | 1998 | 1999 | 2000 | 2001  | w-v |
| --------------- | ---- | -- | ---- | ---- | ---- | ---- | ---- | ---- | ---- | ---- | ---- | ---- | ---- | ----- | --- |
| Australian Open | –    | 3R | 4R   | 1R   | 1R   | 3R   | 3R   | 4R   | KF   | 1R   | 3R   | 3R   | 2R   | 21-12 |     |
| Roland Garros   | 2R   | 1R | 4R   | 2R   | 2R   | 2R   | 3R   | 3R   | 1R   | 1R   | 1R   | 1R   | –    | 11-12 |     |
| Wimbledon       | –    | –  | 1R   | 2R   | 3R   | 1R   | 1R   | 4R   | 4R   | 3R   | 2R   | 4R   | –    | 15-10 |     |
| US Open         | –    | 3R | 1R   | 4R   | 2R   | 1R   | 3R   | 1R   | 1R   | –    | 4R   | 1R   | –    | 11-10 |     |

### Vrouwendubbelspel
| Toernooi        | 1991 | 1992 | 1993 | 1994 | 1995 | 1996 | 1997 | 1998 | 1999 | 2000 | 2001 | w-v   |
| --------------- | ---- | ---- | ---- | ---- | ---- | ---- | ---- | ---- | ---- | ---- | ---- | ----- |
| Australian Open | KF   | 3R   | 1R   | 2R   | 1R   | 2R   | 2R   | 3R   | 3R   | 3R   | 1R   | 14-11 |
| Roland Garros   | 1R   | 3R   | 2R   | 1R   | 1R   | 1R   | 1R   | 2R   | 1R   | 1R   | –    | 4-10  |
| Wimbledon       | 2R   | 1R   | 1R   | 1R   | 3R   | 2R   | HF   | 1R   | 1R   | 1R   | –    | 8-10  |
| US Open         | 3R   | 2R   | –    | 2R   | 1R   | 2R   | 1R   | –    | 1R   | 1R   | –    | 5-8   |

### Gemengd dubbelspel
| Australian Open | 1R | –  | –  | –  | –  | –  | –  | 0-1 |
| Roland Garros   | –  | 1R | –  | –  | 2R | –  | –  | 0-2 |
| Wimbledon       | 1R | 1R | 3R | 1R | 1R | 1R | 1R | 2-7 |
| US Open         | –  | –  | –  | –  | –  | –  | –  | 0-0 |

## Trivia
- In 1992 had Appelmans een gastoptreden in Samson en Gert.
- In 2004 nam zij deel aan het tweede seizoen van De Slimste Mens ter Wereld. Na drie deelnames moest zij de quiz verlaten.